# Friedrich Bernhofer
Friedrich Bernhofer (* 19. Juni 1951 in Linz) ist ein oberösterreichischer Politiker und Landtagsabgeordneter der ÖVP. Bernhofer war von 1990 bis 2013 Abgeordneter zum Oberösterreichischen Landtag, seit 2003 Klubobmann-Stellvertreter der ÖVP-Oberösterreich und seit 2009 Landtagspräsident.
Der gelernte Industriekaufmann war von 1973 bis 1979 Obmann der Jungen ÖVP Engelhartszell, im Jahr 1973 wurde er ebenfalls zum Jugend-Gemeinderat der Marktgemeinde Engelhartszell gewählt. Er war von 1974 bis 1982 Bezirksobmann der Jungen ÖVP des Bezirkes Schärding und nebenbei von 1974 bis 1983 Landesobmann-Stellvertreter der Jungen ÖVP Oberösterreich. In den Jahren 1979 bis 2002 übte er das Amt des Bürgermeisters von Engelhartszell aus und war gleichzeitig Vorsitzender bzw. Stellvertretender Vorsitzender der Fremdenverkehrs-Werbegemeinschaft Oberes Donautal. 1982 bis 1996 war Friedrich Bernhofer ÖVP-Gemeindeparteiobmann in Engelhartszell. In den Jahren 1986 bis 1996 übernahm er das Amt des Obmanns des Orgelbauvereines „Stift Engelszell“. Seit 1986 ist er Obmann der Liedertafel Engelhartszell. Von 1986 bis 1994 war er Betriebsrats-Vorsitzender der Donaukraftwerk Jochenstein AG. 1987 bis 2003 war er ÖAAB-Bezirksobmann des Bezirkes Schärding. 
Der Politiker ist seit dem 7. März 1990 Landtagsabgeordneter, wobei er die Funktion des Obmanns des Bauausschusses und des ÖVP-Klubobmann-Stellvertreters innehat, Schriftführer des Landtags und auch Bezirksparteiobmann der ÖVP des Bezirkes Schärding ist. Nach der Landtagswahl 2009 wurde Bernhofer am 23. Oktober 2009 zum Ersten Landtagspräsidenten des Oberösterreichischen Landtags gewählt. Am 21. Jänner 2013 gab der Landesparteivorstand der ÖVP Oberösterreich bekannt, dass ein Wechsel an der Spitze des Landtags erfolgen werde. Friedrich Bernhofer gehe als Erster Landtagspräsident in Pension, sein Nachfolger werde der bisherige Landesrat Viktor Sigl. Der Wechsel erfolgte in der Landtagssitzung am 18. April 2013.
Seit dem Jahr 1991 ist Bernhofer Vorsitzender bzw. Stellvertreter der Tourismus-Werbegemeinschaft „Donau Oberösterreich“, war von 1991 bis 1997 Vizepräsident und Bezirksobmann des O.Ö. Gemeindebundes. Beginnend mit 1996 übte er das Amt des Landesobmann-Stellvertreters des ÖAAB Oberösterreich und des Obmanns bzw. Stellvertreters des Vereines „Kultur an der Donau“ aus.
Seit 2001 ist er auch Vorsitzender des „Vereines für St. Bernhard und INVITA“.
Für sein Engagement über die Landesgrenze hinweg wurde er mit der Bayerischen Verfassungsmedaille in Gold und (2014) mit der Medaille für besondere Verdienste um Bayern in einem Vereinten Europa ausgezeichnet.
Bernhofer ist seit 18. Juli 1981 verheiratet und Vater zweier Töchter und eines Sohnes.